# Ligne Cossonay – Vallorbe
La ligne Cossonay – Vallorbe est une ligne ferroviaire suisse qui relie la ligne du Pied-du-Jura et celle de Dijon-Ville à Vallorbe depuis le 1er juillet 1870. C'est le chemin (ferroviaire) le plus court entre Paris et Milan, depuis la suppression de la ligne entre Morez et La Cure en 1958.

## Historique
Les sections Cossonay - Lausanne et Lausanne - Daillens ont été construites en 1855-56 comme composante de la Ligne du Simplon.
Entre Daillens et Vallorbe, la ligne a été bâtie et exploitée par la Compagnie du chemin de fer du Jougne-Eclépens (en). Inaugurée en 1870, cette section acquiert un caractère international avec la mise en service de la ligne de Pontarlier à Vallorbe que remplace en 1915 la section finale de la ligne de Dijon-Ville à Vallorbe (passant par le tunnel du Mont-d'Or).
Le tronçon de ligne entre Le Day et Daillens est électrifié en 1925.
Les trains circulant sur la ligne Lausanne - Vallorbe sont remplacés par des rames de type Colibri en novembre 1987.

## Trains de prestige
Le fameux Simplon-Orient-Express arpenta la ligne durant l'entre-deux-guerres. Le TEE Cisalpin y circula dès le 1er juillet 1961, avant de céder la place en 1984 au TGV, exploité de nos jours par Lyria.